# Scalenomyces endogaeus
Scalenomyces endogaeus är en svampart som först beskrevs av F. Picard, och fick sitt nu gällande namn av I.I. Tav. 1985. Scalenomyces endogaeus ingår i släktet Scalenomyces och familjen Laboulbeniaceae.   Inga underarter finns listade i Catalogue of Life.